# Poly Styrene

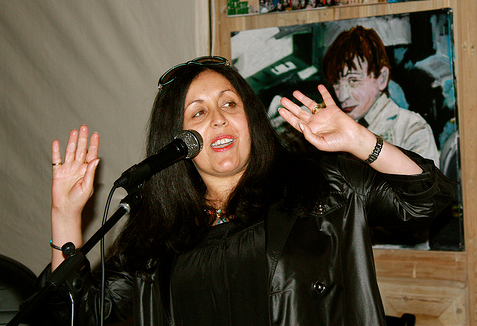
Poly Styrene

Poly Styrene, właśc. Marianne Joan Elliott-Said (ur. 3 lipca 1957, zm. 25 kwietnia 2011) – brytyjska piosenkarka i kompozytorka, członkini jednego z pionierskich zespołów punk rocka – X-Ray Spex.

## Dyskografia solowa
Albumy
- Translucence (United Artists, 1980)
- Flower Aeroplane (2004)
- Generation Indigo (Future Noise Music, 2011)

EP
- God's & Godesses (Awesome, 1986)

Single
- "Silly Billy"/"What A Way" – jako Mari Elliott (GTO, 1976)
- "Talk in Toytown"/"Sub Tropical" (United Artists, 1980)
- "City of Christmas Ghosts" – Goldblade feat. Poly Styrene (Damaged Goods, 2008)
- "Black Christmas" (2010)
- "Virtual Boyfriend" (2011)
- "Ghoulish" (2011)